# Ludvík Tošenovský
Ludvík Tošenovský (24. prosince 1917 Sýkorec – 7. března 2012 Brno) byl český
marxistický filozof, vedoucí katedry filozofie a metodologie a děkan Filozofické fakulty Masarykovy univerzity v Brně.

## Život
Narodil se 24. prosince 1917 v Sýkorci, oba jeho rodiče pracovali jako dělníci v Kopřivnici. V roce 1937 maturoval na učitelském ústavu v Příboře v oboru učitel národní školy. Gymnaziální vzdělání dokončil v roce 1942 externě maturitou na reálném gymnáziu ve Valašském Meziříčí. V letech 1937–1939 učil na obecné škole, od roku 1939 působil na odborných školách. Se svým starším bratrem Hynkem se zapojil do odboje během druhé světové války, Hynek však byl roku 1944 popraven. Ludvík v této době vedl ilegální buňku KSČ ve Frenštátu pod Radhoštěm.
V letech 1945—1950 učil na obchodní akademii v Brně. Při zaměstnání vystudoval na FF MU angličtinu a ruštinu (1945–1947). V letech 1950 až 1952 řídil pedagogické gymnázium ve Znojmě. Jeho studijní zájem se však v té době už zcela soustřeďoval na filozofickou problematiku. V roce 1953 složil rigorózní zkoušku z filozofie a získal titul PhDr.
V roce 1952 se stal odborným asistentem na rektorátní katedře marxismu-leninismu Masarykovy univerzity. Od roku 1958 přednášel na filozofické fakultě. V roce 1960 získal titul kandidáta věd (CSc.) na základě práce Příspěvky k základním otázkám teorie pravdy. Po úspěšné habilitaci se stal docentem (1962) a v roce 1965 byl ustanoven vedoucím nově zřízené katedry filozofie a metodologie věd; krátce nato byl jmenován jmenován profesorem filozofie (1966). Od ledna 1965 do srpna 1966 zastával funkci děkana FF MU. V roce 1967 mu bylo uděleno státní vyznamenání Za vynikající práci.
Zasáhla ho však okupace roku 1968 a během normalizace byl za své názory režimem perzekvován. Na počátku roku 1969 kritizoval v tisku invazi vojsk Varšavské smlouvy do Československa. I když své stanovisko záhy změnil, byl v roce 1970 vyloučen z KSČ. Katedra filozofie a metodologie věd, jejímž byl vedoucím, byla zrušena.
Na univerzitě sice směl zůstat, ale od roku 1971 jen ve funkci odborného pracovníka v ústřední knihovně filozofické fakulty,  kde se pro svou erudici a jazykové schopnosti staral i o akvizice nových zahraničních knih. Koncem roku 1978 musel opustit i toto místo. Od ledna 1979 do konce července 1980 pracoval jako pomocný dělník ve skladu potravin Dětské nemocnice v Brně a poté odešel do důchodu.
I po svém vyloučení z KSČ byl Tošenovský společensky aktivní, vykonával drobné funkce ve Svazu československo-sovětského přátelství a v Československém svazu protifašistických bojovníků. Poněvadž se stále považoval za komunistu, upozornil na svou situaci na začátku druhé poloviny osmdesátých let zvláštním dopisem tajemníka ÚV KSČ Jana Fojtíka. Členství ve straně mu sice nebylo vráceno, ale mohl znovu v omezené míře začít publikovat v odborných časopisech a byl otištěn i článek k jeho 70. narozeninám. V plném rozsahu však mohl publikovat teprve po listopadu 1989.
Když na začátku devadesátých let mimořádný sjezd KSČ paušálně zrušil všechna vyloučení ze strany, k nimž došlo pro nesouhlas s okupací v srpnu 1968, obnovil Tošenovský svou aktivitu v komunistické straně a stal se členem KSČM. Ve stranickém tisku se vyslovil pro zachování přívlastku „komunistická" v názvu strany, neboť toto slovo vyjadřuje „odhodlání důsledně obhajovat sociální spravedlnost a nevzdat se vzdáleného, všestranně humanistického cíle."
V říjnu 1991 byl rozhodnutím rektora Masarykovy univerzity rehabilitován jako vědeckopedagogický pracovník univerzity. Vzhledem k vysokému věku nepožádal o návrat na fakultu a nepokusil se začít přednášet ani externě; přispíval však do Filosofického časopisu a dalších odborných periodik. Ve svém výzkumu se zevrubně zabýval teorií pravdy, teorií jazyka a dialektickou logikou.
Až do pozdního věku se aktivně účastnil veřejného i filozofického života. Měl rád poezii a příležitostně vytvořil i několik básní. Byl také láskyplným manželem a otcem. Zemřel v Brně 7. března 2012.

## Dílo
- Příspěvky k základním otázkám teorie pravdy (1960, knižně 1962) – dostupné online
- Pravda ve starověké a v marxistické filosofii (1967)
- Dialektika a věda (1970) – dostupné online
- Za pravdou ve filozofii v průvanu společenských proměn (knižně 2009)

Publikoval v řadě odborných časopisů, českých i zahraničních, zejména ve Filosofickém časopisu, kde byl v šedesátých letech zástupcem šéfredaktora a členem redakční rady.